# Tu–110
A Tu–110 (NATO-kódja: Coocer) a szovjet Tupoljev tervezőiroda négyhajtóműves, közepes hatótávolságú, sugárhajtású utasszállító repülőgépe. A kéthajtóműves Tu–104 négyhajtóművesre átalakított, továbbfejlesztett változata. Mindössze egy prototípus és három sorozatgyártású példány készült belőle.

## Története
Már a Tu–104 gyári próbái során döntés született arról a Tupoljev-tervezőirodában, hogy elkészítik a gép kisebb tolóerejű sugárhajtóművel felszerelt változatát. A döntést az motiválta, hogy a Tu–104 sikerét látva jelentős külföldi érdeklődést feltételeztek a gép iránt, a tengerentúli repülésekhez viszont az akkori légügyi előírásoknak megfelelően (az akkori hajtóművek alacsony megbízhatósága miatt) négy hajtóműre lett volna szükség. A Tupoljev-tervezőiroda elképzelését támogatta a kormányzat, majd 1955. augusztus 12-i 1511-846 sz. határozatában megbízta a tervezőirodát a négyhajtóműves gép kifejlesztésével.
A géphez a Tu–104 Mikulin AM–3 gázturbinás sugárhajtóművénél kisebb tolóerejű hajtóművet, a Ljulka AL–7 hajtóművet választották. A négy Ljulka-hajtóművel az előzetes számítások szerint hasonló repülési paramétereket lehetett elérni. A tervezőirodánál 110-es jelzést kapott gép tervezése 1955 júniusában elkezdődött. Az új gép konstrukciója a Tu–104-én alapult. Jelentősebben csak a törzs-szárny átmenetet tervezték át, ahová a korábban oldalanként egy-egy hajtómű helyett két-két hajtóművet kellett beépíteni. A gép a Ljulka AL–7 utasszállítókhoz tervezett, utánégető nélküli változatát, a növelt élettartamú AL–7P hajtóművet kapta. A szárnytőbe párosával beépített hajtóművek miatt a fesztávolságot megnövelték és a szárny szerkezetét is átdolgozták. A Tu–104 alapváltozatához képest a törzs hosszát is megnövelték, de a gép többi része, beleértve a sárkányszerkezetet és az avionikai berendezéseket, változatlan maradt.
Az első prototípus 1957 elejére készült el. A Szovjet Légierő jelzésével ellátott első prototípus 5600-as oldalszámmal 1957. március 11-én hajtotta végre az első felszállását. A berepülések problémamentesen lezajlottak, majd a gép még abban az évben készen állt a sorozatgyártásra. Közben, még a berepülések alatt döntés született arról, hogy az Aeroflot részére megnövelik a gép utasszállító kapacitását. A 100 személyesre növelt utaskabinnal felszerelt gép a Tu–110A típusjelzést kapta. A növelt utaskapacitású gépek gyártása 1957-ben kezdődött el a kazanyi 22. sz. repülőgépgyárba (GAZ–22), és a tervek szerint 1958-ban összesen öt darabot építettek volna.
Mindössze három darabot építettek meg a típusból Kazanyban, amikor a programot felülvizsgálták és döntés született a felfüggesztéséről. Ennek legfőbb oka az volt, hogy a várt külföldi érdeklődés elmaradt. A Tu–104-esből csak Csehszlovákia vásárolt, mindössze hat példányt, és a négyhajtóműves változat esetében sem számolhattak jelentős eladásokkal. Időközben javítottak a Mikulin AM–3-as hajtóművek megbízhatóságán, és Kazanyban elkezdték a kéthajtóműves Tu–104 nagyobb utasférőhelyes változatának, a 100 személyes Tu–104B-nek a gyártását. Mindezek együttesen fölöslegessé tették a Tu–110 további gyártását.
A típust a polgári légi forgalomban nem rendszeresítették. Az 1950-es évek végén a Tu–110 prototípusát átépítették, a gép a Tu–124-eshez kifejlesztett Szolovjov D–20P kétáramú gázturbinás sugárhajtóműveket kapta. Ezt követően a gépet repülő laboratóriumként használták Tu–110L jelzéssel, és a határréteg-elszívást alkalmazó D–20PO hajtóművel végzett határréteg-vizsgálatokra használták. A három, CCCP–5511, 5512 és 5513 lajstromjelű sorozatgyártású példányokon 1960 folyamán a Tu–124 program keretében szintén Szolovjov D–20P típusra cserélték a hajtóműveket, majd ezt követően Tu–110A-ról Tu–110B-re változtatták a típusjelzésüket. Később mindhárom sorozatgyártású gépet repülő laboratóriumként használták különféle berendezések légi teszteléséhez.

## Műszaki adatok (Tu–110A)

### Általános adatok
- Típus: Közepes hatótávolságú utasszállító repülőgép
- Személyzet: 5 fő
- Utaslétszám: 100 fő

### Méret- és tömegadatok
- Szárnyfesztáv: 36,09 m
- Hossz: 40,6 m
- Magasság: 11,53 m
- Szárnyfelület: 186,11 m²
- Maximális felszálló tömeg: 82 700 kg

### Hajtóművek
- Száma: négy
- Típusa: Ljulka AL–7P
- Tolóereje: 65,7 kN

### Repülési jellemzői
- Maximális sebesség: 878 km/h
- Gazdaságos utazósebesség: 750–800 km/h
- Hatótávolság: 4500 km
- Utazómagasság: 12 000 m

## Hasonló repülőgépek
- de Havilland Comet
- Boeing 707

## Külső hivatkozások
- A Tupoljev Vállalat honlapja (oroszul) Archiválva 2007. február 10-i dátummal a Wayback Machine-ben
- A Tu–110 az Ugolok nyeba (airwar.ru) oldalán (oroszul)